# MuurClassic Geraardsbergen 2023
De eerste editie van de wielerwedstrijd MuurClassic Geraardsbergen vond plaats op 30 augustus 2023. De wedstrijd startte op de Markt in Geraardsbergen en finishte 177,8 kilometer later op de vesten van de Muur van Geraardsbergen. De wedstrijd maakte deel uit van de UCI Europe Tour, met de categorie 1.2. De Italiaan Filippo Magli won de wedstrijd na een sprint met de Brit Harry Birchill. Drie seconden later kwam de Nederlander Peter Schulting als derde over de streep.

## Uitslag
| Plaats  | Naam                 | Ploeg                              | Tijd     |
| ------- | -------------------- | ---------------------------------- | -------- |
| Winnaar | Filippo Magli        | Green Project-Bardiani CSF-Faizanè | 4u11'37" |
| 2       | Harry Birchill       | Saint Piran                        | z.t.     |
| 3       | Peter Schulting      | VolkerWessels                      | + 3"     |
| 4       | Tom Van Asbroeck     | Israel Premier Tech Acad.          | + 41"    |
| 5       | Jakub Kaczmarek      | HRE Mazowsze Serce Polski          | + 47"    |
| 6       | Meindert Weulink     | ABLOC                              | + 52"    |
| 7       | Gianni Marchand      | Tarteletto-Isorex                  | + 56"    |
| 8       | Alex Colman          | Flanders-Baloise                   | + 1'01"  |
| 9       | Ruben Apers          | Flanders-Baloise                   | + 1'11"  |
| 10      | Zeb Kyffin           | Saint Piran                        | z.t.     |
| 11      | Thimo Willems        | VolkerWessels                      | + 1'22"  |
| 12      | Alexandar Richardson | Saint Piran                        | + 1'25"  |
| 13      | Robbe Claeys         | VDM-Trawobo                        | + 1'43"  |
| 14      | Toon Vandebosch      | Alpecin-Deceuninck Dev.            | + 1'52"  |
| 15      | Norman Vahtra        | Van Rysel-Roubaix Lille Métropole  | + 2'58"  |
| 16      | Dominik Neumann      | Elkov-Kasper                       | + 3'00"  |
| 17      | Tim Marsman          | Metec-SOLARWATT                    | z.t.     |
| 18      | Niels Vandeputte     | Alpecin-Deceuninck Dev.            | + 3'05"  |
| 19      | Jonas Geens          | Tarteletto-Isorex                  | + 3'07"  |
| 20      | Kenny Molly          | Van Rysel-Roubaix Lille Métropole  | + 3'14"  |

2023 · 2024 · 2025